# Легіон Свободи
«Легіон Свободи» — комбатантське об'єднання усіх членів партії ВО «Свобода», які в складі Збройних Сил України, Національної гвардії, спецпідрозділів МВС та добровольчих батальйонів беруть участь у Російсько-українській війні. Створене у лютому 2015 рішенням XXX З'їзду ВО «Свобода».

## Мета
Лідер ВО «Свобода» Олег Тягнибок у квітні 2015 під час виступу на центральному стадіоні Чигирина заявив:
| У нас виникла ідея всіх «свободівців», які воюють за Україну, організувати в комбатантське об'єднання. Щоб потім, після нашої перемоги, перемоги України над московським ворогом, можна було б реабілітувати наших комбатантів, надавати психологічну допомогу, знайти їм роботу. А сьогодні — допомагати їм у цій війні, допомагати пораненим, сім'ям загиблих. |

## Склад
Станом на серпень 2015 у складі об'єднання — понад 1000 свободівців.
Очільник легіону — голова донецької «Свободи», командир окремої зведеної штурмової роти «Карпатська Січ» Олег Куцин.
До «Легіону Свободи» входять 138 депутатів різних рівнів рад та інших посадових осіб органів державного управління та місцевого самоврядування:
- 6 народних депутатів України (Руслан Кошулинський, Юрій Сиротюк, Олексій Кайда, Маркіян Лопачак, Андрій Тягнибок, Олександр Марченко),
- 15 депутатів обласних та Київської міської рад (в тому числі 1 — голова Івано-Франківської обласної ради Скрипничук Василь),
- 56 депутатів районних рад (в тому числі 1 голова районної ради),
- 48 депутатів міських рад (серед них 3 секретарі міських рад), 7 ексголів РДА, 6 — інших посадових осіб.

У рік повномасштабного вторгнення кількість бійців «Легіону Свободи» перевищила 2 тисячі осіб, серед яких зо два десятки депутатів Верховної Ради попередніх скликань разом із лідером ВО "Свобода" майором Олегом Тягнибоком та сотні депутатів місцевих рад.
З 2025 року очільником «Легіону Свободи» призначено Командира батальйону «Свобода» 4-ї бригади оперативного призначення «Рубіж» НГУ  підполковника Петра Кузика, який фактично виконував обов'язки з часу загибелі лейтенанта  Олега Куцина.

## Втрати
Під час проведення АТО, станом на серпень 2015 року, «Легіон Свободи» втратив 21 вояка, а 81 вояк отримав поранення різного ступеню тяжкості.
На початку 2025 року втрати (загиблі та зниклі безвісти) склали понад дві сотні побратимів, серед них майже три десятки загиблих партійців були депутатами різних рівнів.

## Відзнаки
Станом на серпень 2015 року 61 вояк «Легіону Свободи» нагороджений найвищою партійною нагородою — золотим значком. Із них 11 — посмертно.
24 вояки «Легіону Свободи» нагороджено державними нагородами.